# Svidník
Svidník (deutsch Oberswidnik) ist eine Stadt in der Ostslowakei mit 9647 Einwohnern (Stand 31. Dezember 2024). Sie ist Verwaltungssitz des gleichnamigen Okres Svidník und Zentrum der russinischen Bevölkerungsgruppe in der Slowakei.

## Geografie

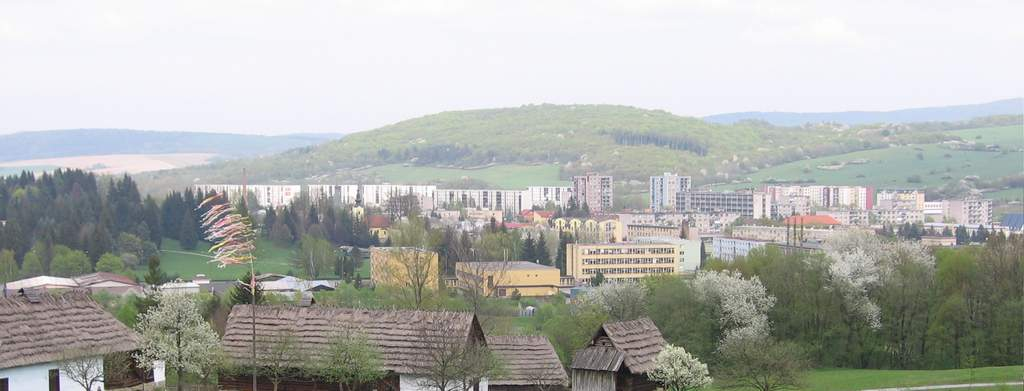
Blick auf die Stadt

Svidník im breiten Tal der oberen Ondava am Zusammenfluss mit der linksseitigen Ladomirka ist von Bergrücken des Ondauer Berglandes (Ondavská vrchovina) in den Niederen Beskiden umgeben. Der an der polnischen Grenze gelegene Duklapass – mit 502 m über dem Meer der niedrigste Karpatenpass überhaupt – ist etwa 20 Kilometer von Svidník in nordöstlicher Richtung entfernt. Das Stadtzentrum liegt auf einer Höhe von 230 m n.m. und ist 55 Kilometer von Prešov, 90 Kilometer von Košice sowie ungefähr 465 Kilometer von der slowakischen Hauptstadt Bratislava entfernt (jeweils Straßenentfernungen).
Nachbargemeinden von Svidník sind Nižná Jedľová im Norden, Kapišová und Ladomirová im Nordosten und Osten, Nová Polianka und Stročín im Südosten, Mestisko im Süden, Hrabovčík und Svidník im Südwesten und Nižný Orlík im Westen und Nordwesten.

## Geschichte

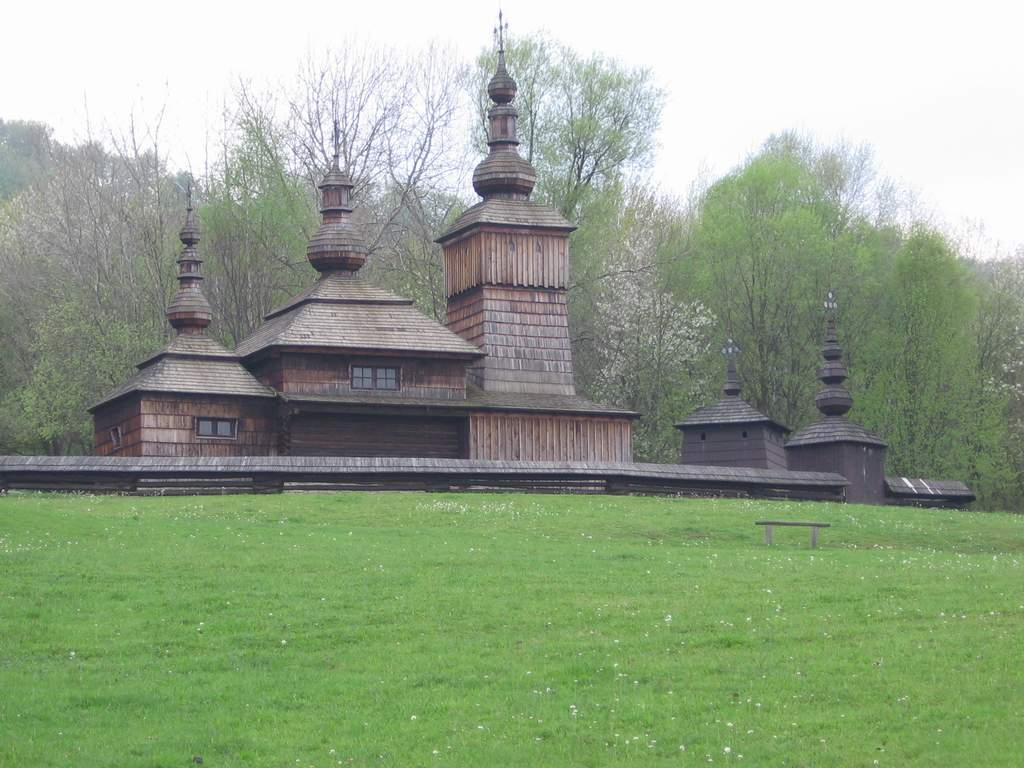
Holzkirche

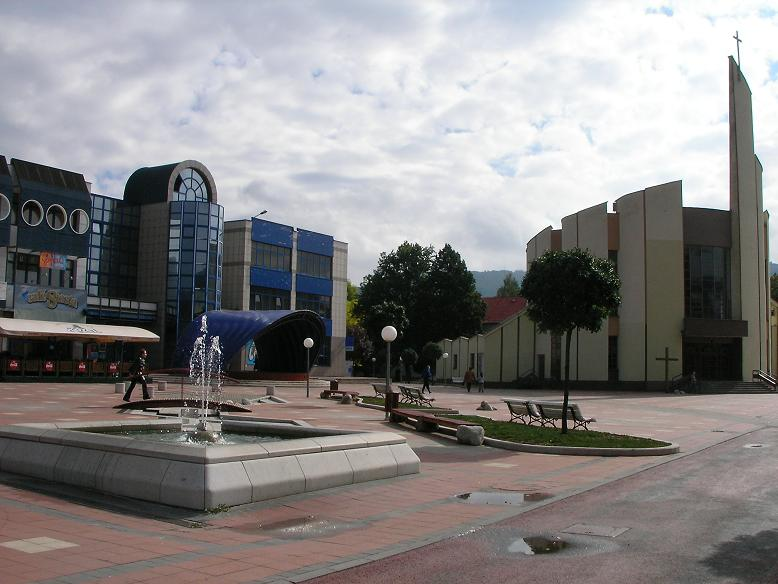
Hauptplatz von Svidník

Die Stadt entstand 1944 durch Zusammenschluss der Gemeinden Nižný Svidník (ungarisch Alsószvidnik bzw. seit 1907 Alsóvízköz) und Výšný Svidník (deutsch selten Oberswidnik, ungarisch Felsőszvidnik bzw. seit 1907 Felsővízköz).

### Vyšný Svidník
Der ältere Ortsteil ist Vyšný Svidník rechts der Ladomirka, dieser wurde zum ersten Mal 1355 als Scyuidnik (nach älteren Quellen 1330 als (villa) Sudnici) schriftlich erwähnt. Weitere historische Bezeichnungen sind unter anderen Syuednik (1357), Zuydnegh (1414), utraque Zwydnegh (1415), Felsö Swidnik (1618) und Wissny Swidnik (1773). Das Dorf war Teil der Herrschaft von Stročín, ab 1739 der Herrschaft von Makovica. Im Ort stand eine Filiale des Dreißigstamts. Ab dem 17. Jahrhundert entwickelte sich Vyšný Svidník als Marktflecken mit Jahrmarktsrecht. 1712–14 flohen 22 Untertanen aus dem Dorf. 1787 hatte die Ortschaft 72 Häuser und 459 Einwohner, 1828 zählte man 75 Häuser und 584 Einwohner, die als Viehzüchter und -händler und ursprünglich als Fischer tätig waren. Ab dem 19. Jahrhundert war der Ort Sitz eines Stuhlbezirks im Komitat Sáros.

### Nižný Svidník
Nižný Svidník am linken Ufer der Ladomirka wurde ersturkundlich 1414 als (altera) Zuydnegh erwähnt, weitere Bezeichnungen sind unter anderen utraque Zwydnegh (1415), Also Swidnik (1618) und Nizny Swidník (1773). 1427 war keine Steuer fällig. Im frühen 17. Jahrhundert wurde ein Meierhof mit Landsitz errichtet, der im 19. Jahrhundert Amtssitz der Herrschaft Makovica wurde. Im 18. Jahrhundert gab es je eine Walkmühle, Mühle, Säge, Brauerei und Brennerei. 1787 hatte die Ortschaft 43 Häuser und 299 Einwohner, 1828 zählte man 47 Häuser und 374 Einwohner, die als Hirten, Imker und Viehzüchter tätig waren.

### 20. Jahrhundert bis heute
Während der Winterschlacht in den Karpaten 1914/15 setzten zurückziehende österreichisch-ungarische Truppen beide Orte in Brand. Bis 1918/1919 gehörten die im Komitat Sáros liegenden Orte zum Königreich Ungarn und kamen danach zur Tschechoslowakei beziehungsweise heute Slowakei. In der Zeit der ersten tschechoslowakischen Republik gehörte die Gegend zu den ärmsten der Tschechoslowakei, was wiederum zu starken Auswanderungswellen führten, wie bereits im letzten Drittel des 19. Jahrhunderts. Im Zweiten Weltkrieg erlitt der gerade vereinigte Ort schwere Schäden im Rahmen der Karpaten-Duklaer Operation. Nach dem Zweiten Weltkrieg wurde die bisher landwirtschaftlich geprägte Gemeinde industrialisiert, mit Textil-, Maschinenbau- und Lebensmittelbetrieben, weiter baute man die notwendige Infrastruktur (Bildung, Gesundheit, Kultur) dazu. 1964 erhielt Svidník das Stadtrecht. Dank des Stadtausbaus wuchs die Einwohnerzahl von 1037 im Jahr 1948 auf 11.520 im Jahr 1991.

## Bevölkerung
| Jahr                | 1994   | 2004    | 2014    | 2024     |
| ------------------- | ------ | ------- | ------- | -------- |
| Anzahl der Personen | 12.590 | 12.354  | 11.337  | 9647     |
| Unterschied         |        | −1,87 % | −8,23 % | −14,90 % |

| Jahr                | 2023 | 2024    |
| ------------------- | ---- | ------- |
| Anzahl der Personen | 9770 | 9647    |
| Unterschied         |      | −1,25 % |

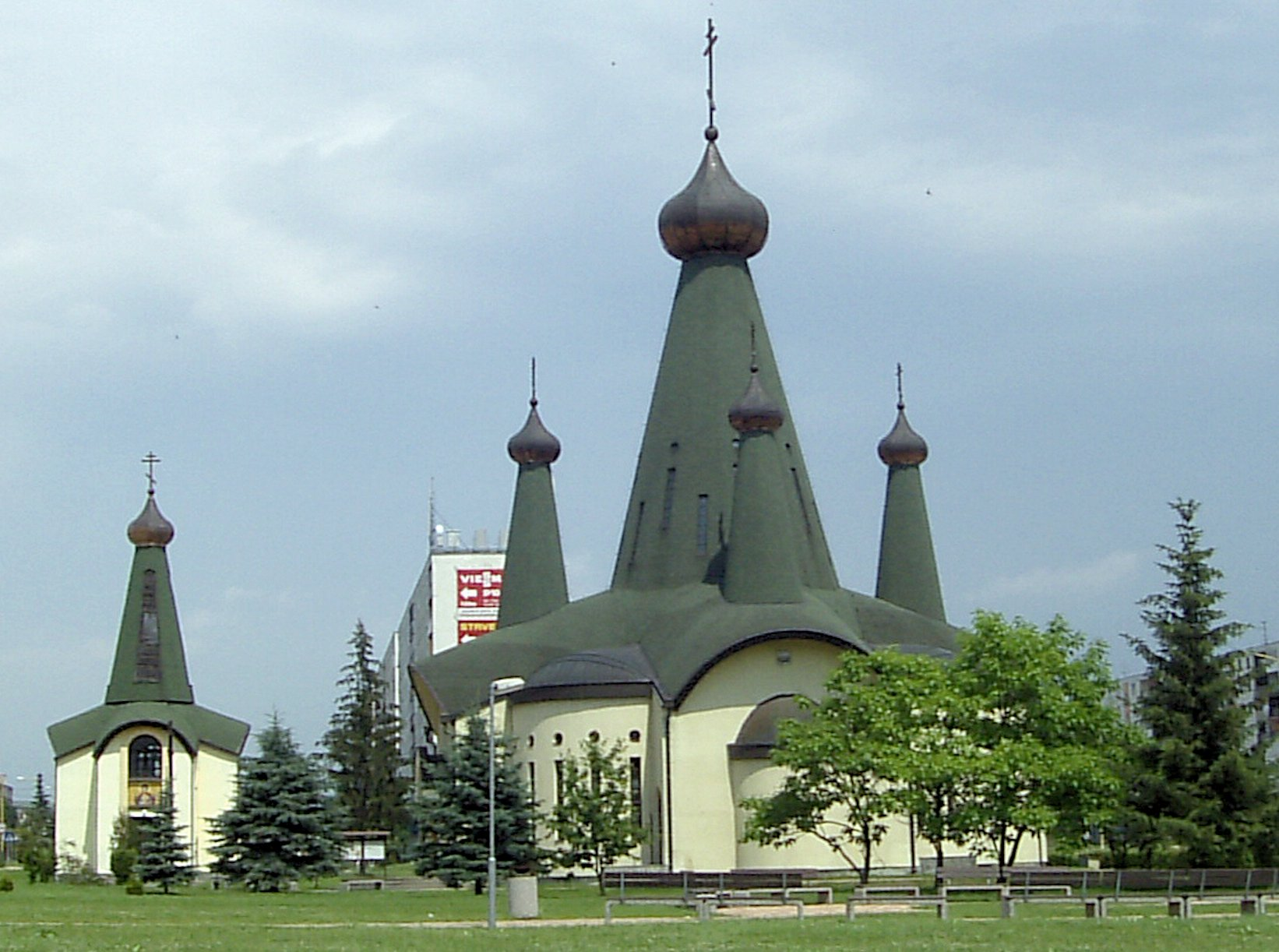
1994 errichtete Orthodoxe Kirche in Svidník

Nach der Volkszählung 2011 wohnten in Svidník 11.721 Einwohner, davon 7876 Slowaken, 2257 Russinen, 362 Roma, 232 Ukrainer, 28 Tschechen, 21 Russen fünf Magyaren, jeweils vier Mährer und Polen, jeweils drei Bulgaren und Juden, zwei Deutsche und ein Kroate. 31 Einwohner gaben eine andere Ethnie an und 892 Einwohner machten keine Angabe zur Ethnie.
4477 Einwohner bekannten sich zur griechisch-katholischen Kirche, 2978 Einwohner zur orthodoxen Kirche, 2515 Einwohner zur römisch-katholischen Kirche, 100 Einwohner zur Evangelischen Kirche A. B., 45 Einwohner zu den Zeugen Jehovas, 13 Einwohner zur reformierten Kirche, acht Einwohner zu den Brethren, jeweils drei Einwohner zu den Mormonen und zur apostolischen Kirche, zwei Einwohner zur evangelisch-methodistischen Kirche und ein Einwohner zur Bahai-Religion. 17 Einwohner bekannten sich zu einer anderen Konfession, 559 Einwohner waren konfessionslos und bei 1000 Einwohnern wurde die Konfession nicht ermittelt.

## Bauwerke und Denkmäler

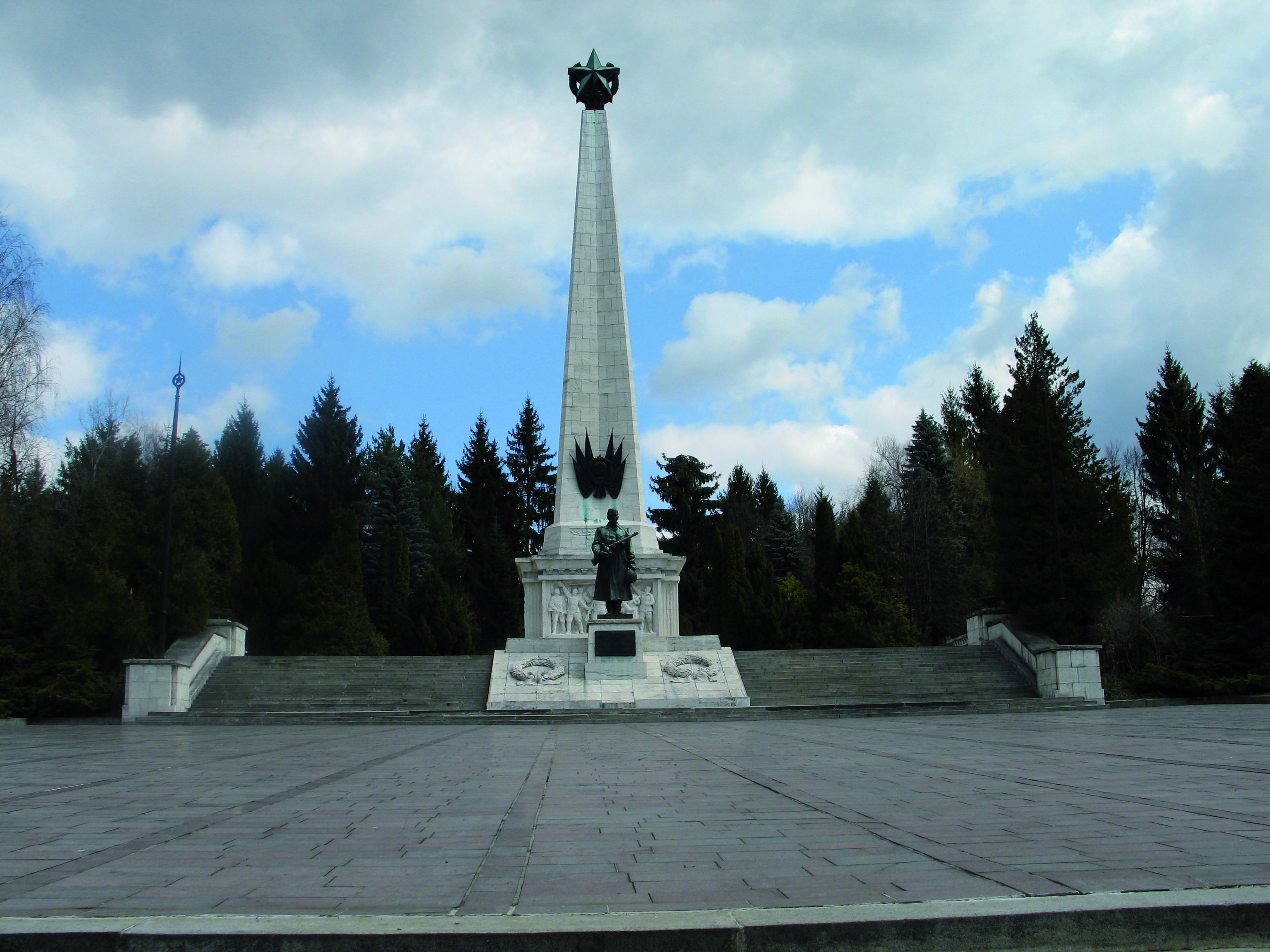
Denkmal an gefallene Soldaten der Roten Armee

- Museum der ukrainischen Kultur, mit einer ruthenischen Holzkirche aus Nová Polianka in angeschlossenem Freilichtmuseum
- griechisch-katholische Kirche der heiligen Weisheit
- griechisch-katholische Kirche Geburt der allheiligen Gottesgebärerin
- orthodoxe Dreifaltigkeitskirche
- römisch-katholische Fronleichnamskirche
- Militärgeschichtliches Museum zur Schlacht am Duklapass von 1944 mit großer frei zugänglicher Ausstellung mit schwerer Technik der beteiligten Armeen
- Statue von Ludvík Svoboda im Stadtzentrum
- Denkmal und Friedhof von gefallenen Soldaten der Roten Armee aus dem Jahr 1954

## Verkehr
Durch Svidník passiert die Cesta I. triedy 21 von Lipníky (östlich von Prešov) zur polnischen Grenze am Duklapass bei Vyšný Komárnik. 2010 wurde eine zweistreifige Ortsumgehung im Zuge der Schnellstraße R4 (E 371) dem Verkehr freigegeben. Nach Bardejov führt die Cesta I. triedy 77, südlich von Stročín beginnt die Cesta I. triedy 15 Richtung Stropkov und Vranov nad Topľou. Der Busbahnhof der Stadt befindet sich südöstlich des Stadtzentrums.
Eisenbahnanschluss gibt es keinen, die nächsten Bahnhöfe sind z. B. in Bardejov, Lipníky und Hanušovce nad Topľou. Nördlich der Stadt steht ein Sportflugplatz (ICAO-Code: LZSK) mit einer 1200 m langen und 30 m breiten Asphaltpiste.

## Städtepartnerschaften
Svidník unterhält partnerschaftliche Beziehungen zu
- Chrudim, Tschechische Republik
- Strzyżów, Polen
- Świdnik, Polen
- Rachiw, Ukraine

## Söhne und Töchter der Stadt
- Ivan Mikloš (* 1960), Politiker (SDKÚ)
- Kristína Peláková (* 1987), Sängerin
- Róbert Pich (* 1988), Fußballspieler